# 동일본여객철도
동일본여객철도주식회사(일본어: 東日本旅客鉄道株式会社:ひがしにほんりょかくてつどうかぶしきかいしゃ 히가시니혼료카쿠테쓰도카부시키카이샤[*], 영어: East Japan Railway Company 이스트 재팬 레일웨이 컴퍼니[*])는 1987년 4월 1일에 일본국유철도(국철)로부터 철도 사업을 계승받은 JR 그룹의 여객 철도 회사의 하나이다. 약칭은 JR 동일본(일본어: JR東日本:ジェイアール東日本 제이아루히가시니혼[*])이며, 일반에게 홍보하거나 광고할 때는 약칭을 정식 명칭처럼 쓴다. 영어 약칭은 JR East 제이알 이스트[*]이다.
일본에서는 도호쿠 지방, 간토 지방, 고신에쓰 지방 및 시즈오카현의 일부 지역을 중심으로 여객 수송 사업을 하고 있으며, 이외에도 다양한 관련 사업을 하고 있다. JR 동일본의 국제사업부는 다른 회사나 그룹 기업과 제휴하여 영국 웨스트미들랜드 철도의 운행, 방콕 지하철로의 차량 공급 등의 일본 이외 국가에서의 사업도 하고 있다.
수송 인원 × 거리 값은 철도 회사 중에서는 세계 최대이며, 운송 수입은 독일철도와 비슷하다.
본사는 도쿄도 시부야구에 위치해 있으며, 고유 색상은 녹색이다. 도쿄 증권 거래소 1부에 상장되어 있다. 닛케이 225(닛케이 평균 주가)와 TOPIX Core 30 구성원 중 하나이기도 하다.
2012년에 발표한 "그룹 경영 구상 V ~끝없는 전진~"(グループ経営構想V 〜限りなき前進〜)에서 경영의 방향성으로 정한 콘셉트 워드는 "지역에 산다. 세계에 (영향을) 미친다."(地域に生きる。世界に伸びる。)이다. 또한 2016년 10월에 "향후 중점 대처 사항"의 갱신 이후, 커뮤니케이션 슬로건으로 "TICKET TO TOMORROW 미래의 티켓을, 모든 사람에게."(TICKET TO TOMORROW 未来のキップを、すべての人に。) 가 제정되었다. 이후, 광고 등에서 자주 사용되고 있다.

## 개요
일본의 인구의 3할 정도가 거주하고 있는 도쿄 대도시권에 다수의 노선을 보유하고 있으며, 도쿄권의 통근수송을 주력으로 하고 있다. 1일 평균 수송인원은 약 1,659만명(2010년도 실적)으로, 연간 매출이 2조 7000억엔 정도(연결)이며, 그 중 1조 1,153억엔이 간토권의 통근/통학수송의 운수 수입이고, 4,909억엔이 신칸센의 운수 수입이다(2007년 기준).
2015년 10월 1일 기준으로 노선의 영업 거리는 총 약 7,458.2km 로, JR 그룹 계열사 중에서 가장 길며, 2015년 4월 1일 기준 사원 수는 58,550명 으로, JR 그룹 계열사 중에서 가장 많다.
수도권을 중심으로 이용객과 주변의 유동인구가 많은 역을 여러 개 운영 중이며, 국철분할민영화 때에 일본국유철도가 가지고 있던 우량 자산, 주식 등을 많이 계승받았다. 따라서 JR 그룹 중에서는 철도 이외의 사업에 진출하는 다각화를 적극적으로 실시하고 있다. JR 동일본은 철도 이외의 사업을 "생활 서비스 사업"(일본어: 生活サービス事業 세이카츠사비스지교[*])으로 분류하고 있으며, 그 내용은 역 구내 매점이나 쇼핑 센터, 호텔, 광고, 주택 등이다.
2000년대 후반부터 집중적으로 벌이고 있는 사업으로 다음 3가지가 있다.
- 철도 사업
- 생활 서비스 사업 - '에큐트'(エキュート), '딜라'(Dila) 등 역 구내 상업 시설의 개발, 영업 및 부동산업 등.
- Suica 관련 사업 - IC 카드형 교통카드인 Suica의 전자 화폐화 및 이를 매개로 한 다른 사업과의 연계 등. 이에 따라 수수료 징수 및 신용카드와의 연계를 통한 Suica 사용 빈도의 확대를 통해 역에서의 승차권으로의 이용 수준을 넘어서 소매점 등으로 사용 범위 확대를 노림.[11]

JR 동일본에서는 2010년 1월 31일까지 직접 '뷰 카드'(ビューカード)라는 신용카드를 발행했으며, 이 때문에 JR 동일본은 대금업 쪽에도 등록을 두고 있다(간토 재무국 장(5) 제00945호).
또한 철도 연선의 진흥과 CSR(기업의 사회적 책임)을 겸한 노력의 일환으로, 지방의 물산과 관광 자원을 수도권 등에 소개하는 "지역 재발견 프로젝트"(地域再発見プロジェクト)와 육아 지원 사업으로 "HAPPY CHILD PROJECT"를 전개하고 있다.
동일본 대지진 후에 오후나토 선과 게센누마 선에 도입된 BRT 사업은 JR 동일본이 사업 주체이며, 운행에 관한 업무를 지역의 버스 사업자에게 위탁하는 형태로 운영하고 있다. JR 동일본이 노선 버스를 운영하는 것은 1988년에 버스 사업을 자회사인 제이알 버스 간토와 제이알 버스 도호쿠에 넘긴 이후 처음이다.

## 본사 · 지사

### 본사
- 소재지: 도쿄도 시부야구 요요기 2초메 2번 2호 JR 동일본 본사 빌딩[14] (가장 가까운 역은 신주쿠역)

### 지사
- 도쿄 (구 도쿄 지역 본사)
  - 소재지: 도쿄도 기타구 히가시타바타 2초메 20번 68호[14] (다바타역)
- 요코하마
  - 소재지: 가나가와현 요코하마시 니시구 히라누마 1초메 40번 26호[14] (요코하마역)
- 하치오지
  - 소재지: 도쿄도 하치오지시 아사히 정 1번 8호[14] (하치오지역)
- 오미야
  - 소재지: 사이타마현 사이타마시 오미야구 니시키 정 434번지 4[14] (오미야역)
- 다카사키
  - 소재지: 군마현 다카사키시 에이 정 6번 26호[14] (다카사키역)
- 미토
  - 소재지: 이바라키현 미토시 산노마루 1초메 4번 47호[14] (미토역)
- 지바
  - 소재지: 지바현 지바시 주오 구 벤텐 2초메 23번 3호[14] (지바역)
- 센다이(구 도호쿠 지역 본사)
  - 소재지: 미야기현 센다이시 아오바구 이쓰쓰바시 1초메 1번 1호[14] (센다이역)
- 후쿠시마 지점 (센다이 지사 산하)
  - 소재지 : 후쿠시마현 후쿠시마시 에이 정 1번 1호[14]
- 야마가타 지점 (센다이 지사 산하)
  - 소재지: 야마가타현 야마가타시 가스미 정 1초메 1번 1호[14]
- 모리오카
  - 소재지: 이와테현 모리오카시 모리오카에키마에도리 1번 41호[14] (모리오카역)
- 아오모리 지점 (모리오카 지사 산하)
  - 소재지: 아오모리현 아오모리시 야나가와 1초메 1번 1호[14]
- 아키타
  - 소재지: 아키타현 아키타시 나카도리 7초메 1번 1호[14] (아키타역)
- 니가타
  - 소재지: 니가타현 니가타시 주오구 하나조노 1초메 1번 1호[14] (니가타역 반다이 출입구 역사내)
- 나가노
  - 소재지: 나가노현 나가노시 쿠리타 992번지 6[14] (나가노역)
- 신칸센 운행 본부
  - 소재지: 도쿄도 지요다구 마루노우치 1초메 9번 1호 (도쿄역)

### 부속 기관
- JR 동일본 연구 개발 센터
  - 소재지: 사이타마현 사이타마시 기타구 닛신 정 2번 479호[14] (닛신 역에서 도보 약 15분)
- JR 동일본 종합 연수 센터
  - 소재지: 후쿠시마현 시라카와시 주산바라미치시타 1번 1호[14] (신시라카와역에서 버스로 약 15분)
- JR 도쿄 종합 병원
  - 소재지: 도쿄도 시부야구 요요기 2초메 1번 3호[14]
- JR 동일본 건강 증진 센터
  - 소재지: 도쿄도 시나가와구 히로 정 1초메 1번 19호[14] (오이마치역에서 도보 약 10분)
- JR 센다이 병원
  - 소재지: 미야기현 센다이시 아오바구 이쓰쓰바시 1초메 1번 5호[14] (센다이역에서 도보 약 10분, 이쓰쓰바시 역에서 도보 약 5분)
- JR 동일본 영업 연수 센터
  - 소재지: 사이타마현 사이타마시 미나미구
- 에너지 관리 센터
  - 소재지: 도쿄도 시부야구 요요기 2초메 2번 2호[14]
- 도쿄 공사 사무소
  - 소재지: 도쿄도 시부야구 요요기 2초메 2번 6호[14]
- 도쿄 전기 시스템 개발 공사 사무소
  - 소재지: 도쿄도 시부야구 요요기 2초메 2번 6호[14]
- 조신에쓰 공사 사무소
  - 소재지: 군마현 다카사키시 에이 정 6번 26호[14]
- 도호쿠 공사 사무소
  - 소재지: 미야기현 센다이시 아오바구 이쓰쓰바시 1초메 1번 1호[14]
- 일본 국외 사무소
  - 뉴욕 사무소 소재지: 미국 뉴욕주 뉴욕 핍트 어베뉴 350 스위트 4220 엠파이어 빌딩[14]
  - 파리 사무소 소재지: 프랑스 파리 오노헤 포보 스트리트 3[14]
  - 브뤼셀 사무소 소재지: 벨기에 브뤼셀 스퀘어 드 뮤스 23[14]
  - 싱가포르 사무소 소재지: 싱가포르 SGX 센터 #18-04 셴톤 웨이 4[14]
  - 런던 사무소 소재지: 영국 런던 뉴 브로드 스트리트 63-64 보스턴 하우스 1층[14]

덧붙여, 뉴욕, 파리 사무소는 일본국유철도의 일본 국외 사무소를 계승받은 것이다.

### 자사발전설비
국철 시절, 수도권의 노선에 전력을 공급하기 위해 가와사키시 가와사키구에 건설한 가와사키 화력 발전소와 니가타현 오지야시 인근에 있는 시나노가와 발전소(시나노가와 중류에 설치된 미야나카 댐에서 취수)를 소유하여 이곳에서 발전되는 전기를 이용하기 때문에, 도쿄 전력으로부터의 전력 공급이 정지되어도 다른 철도 사업자와는 달리 운행 정지 등의 영향을 받지 않는다. 실제로 2006년 8월 14일에 발생한 수도권 대규모 정전 사태에도, 게이요 선의 일부 구간을 제외하고는 거의 영향을 받지 않았다.
그러나 2004년 10월 23일에 발생한 니가타현 주에쓰 지진으로 오지야시의 수력 발전소가 손상되어 전력을 조달할 수 없게 되었다. 그래서 도쿄 전력에서 전력을 구입하고, 다른 발전소의 발전량을 늘리는 등으로 대응하였다. 발전소는 2006년 봄에 복구 공사가 완료되어 가동을 재개하였다. 하지만 용수권 남용 문제로 미야나카 댐이 사용 정지 처분을 받아, 산하 화력 발전소의 강화와 도쿄 전력으로부터 더 많은 전력을 구입하여 대응하였다. 발전소는 2010년 6월 10일에 가동이 재개되었다.
2011년 3월 11일에 발생한 동일본 대지진의 영향으로, 도쿄 전력의 후쿠시마현에 있는 후쿠시마 제1 원자력 발전소, 후쿠시마 제2 원자력 발전소의 가동이 중지되어 전력 부족으로 윤번정전이 실시되었다. 이후, 도카마치 시장의 제안과 국토교통성의 지시에 따라, 시나노가와 발전소의 취수량을 늘려 발전량을 늘린 후, 도쿄 전력에게 전력을 융통하였다. 또한 JR 동일본도 절전을 위해 역에서 일부 조명을 끄고, 전기를 동력으로 하는 열차의 운행 편수를 줄이는 등의 조치를 취하였다.
2016년 12월 1일부터 아키타 시모하마 풍력 발전소를 개시하였다. 위치는 우에쓰 본선의 시모하마역 ~ 미치카와역 사이에 있다.

## 역대 사장
| 대수  | 이름            | 재임 기간       | 학력                            |
| ----- | --------------- | --------------- | ------------------------------- |
| 초대  | 스미타 쇼지     | 1987년 ~ 1993년 | 도쿄 대학 법학부                |
| 제2대 | 마쓰다 마사타케 | 1993년 ~ 2000년 | 홋카이도 대학 대학원 법학연구과 |
| 제3대 | 오쓰카 무쓰타케 | 2000년 ~ 2006년 | 도쿄 대학 법학부                |
| 제4대 | 세이노 사토시   | 2006년 ~ 2012년 | 도호쿠 대학 법학부              |
| 제5대 | 도미타 데쓰로   | 2012년 - 2018년 | 도쿄 대학 법학부                |
| 제6대 | 후카자와 유지   | 2018년 ~        | 도쿄 대학                       |

## 역사
- 1987년
  - 4월 1일 - 일본국유철도가 분할 민영화되어 동일본여객철도주식회사 발족.[18]
  - 6월 - 동일본 키요수쿠 주식회사(현·주식회사 JR동일본 리테일 넷)의 주식을 취득, 자회사화.
- 1988년
  - 9월 - 주식회사 JR동일본 상사의 주식취득, 자회사화.
  - 12월 5일 - 주오 본선 히가시나카노역에서 열차 추돌사고 발생.
- 1989년 4월 - 레스토랑 사업 전개의 핵심 회사로서 전액 출자에 의해 JR동일본 레스토랑 주식회사(현·JR동일본 푸드 비즈니스주식회사)를 설립.
- 1990년 3월 - 일본 식당 주식회사(현·주식회사 일본 레스토랑 엔터프라이즈)의 주식취득, 자회사화.
- 1991년 3월 1일 - 야마노테선 등에서 이오 카드(자기식 교통카드)도입 개시.
- 1992년 9월 14일 - 나리타선에서 건널목 사고발생.
- 1994년 10월 - 니이즈 차량 제작소 조업 개시.
- 1996년 10월 1일 - 도쿄 지역 본사의 일부를 분리. 요코하마 지사 발족.
- 1997년
  - 3월 22일 - 관내의 쾌속·보통 열차가 전면 금연이 된다(아키타 신칸센 개업과 동시).
  - 10월 1일 - 호쿠리쿠 신칸센의 일부 구간으로서 나가노 신칸센 개업.
  - 10월 12일 - 주오 본선 오츠키 역에서 열차 충돌사고 발생.
- 1998년 4월 1일 - 도쿄 지역 본사의 일부를 분리. 하치오지 지사 발족. 나머지를 도쿄 지사로 명칭 변경. 도호쿠 지역 본사를 센다이 지사로 명칭 변경.
- 1999년 9월 - 고사이 정비 주식회사(현·주식회사 동일본 환경 액세스)의 주식취득, 자회사화.
- 2001년
  - 1월 26일 - 야마노테 선 신오쿠보역에서 신오쿠보 역 승객추락사고 발생.
  - 4월 1일 - 도쿄 지사의 일부를 분리. 오미야 지사 발족.
  - 6월 22일 - 개정 JR회사법이 공포(성립은 2001년 6월 15일). 혼슈 3회사(JR동일본, JR 도카이, JR서일본)가 본법의 적용으로부터 제외되어 JR동일본의 순수 민간회사(비특수 회사)화가 실현.
  - 11월 18일 - IC카드 교통 카드 Suica의 서비스를 개시.
- 2002년
  - 히타치 제작소의 자회사·히타치 물류에서 도쿄 모노레일을 매수. 모노레일 사업도 행하게 된다.
  - 1월 21일 - 해외를 겨냥한 인터넷 지정석 예약 서비스 world eki-net개시(2005년 12월 22일 종료).
  - 6월21일 - 일본철도건설공단(현·독립행정법인 철도건설·운수시설정비지원기구)이 보유하고 있었던 주식이 모두 매각되어 완전민영화가 실현된다.
  - 12월1일- 남성 승무원의 제복 디자인 변경.
- 2003년 9월 1일 - 기관사의 제복 디자인 변경.
  - 10월 28일 - 여성 승무원의 제복 디자인 변경.
- 2004년
  - 8월 1일 - Suica와 서일본 여객철도(JR 서일본)의 IC카드 교통카드 ICOCA와의 상호 이용 개시.
  - 10월 23일 - 니가타 현 나카고에 지진에 의해 철도 시설에 막대한 피해가 발생, 죠에츠 신칸센이 탈선.
- 2005년
  - 3월 31일 - 자기식 교통 카드인 이오 카드 판매 종료.
  - 12월 25일 - JR 우에쓰 본선 탈선 사고 발생.
- 2006년 2월 10일 - 자기식 이오 카드의 자동 개찰기으로의 취급 정지.
- 2007년
  - 3월 18일 - 봄의 다이어 개정으로, 관내의 모든 신칸센 및 재래선 특급을 금연으로 지정(흡연 차량의 전면 폐지). PASMO의 발매 개시에 맞추어 Suica와 PASMO의 상호 이용도 개시.
  - 3월 25일 - JR동일본 외국어판 사이트를 리뉴얼해, 해외 겨냥 인터넷 지정석 예약 서비스 사이트 「JR-EAST Shinkansen-Reservation」을 개설. 한 때의world eki-net의 후계 서비스로, 신서비스에서는 JR 동일본 에리어로 한정되고 있다. 구서비스에서는 제공하고 있었던 도카이도·산요 신칸센에 대해서는 포함되지 않았다. 또, 동일 전국에서 처음 외국어(영어, 중국어, 한국어)에 의한 열차 운행 정보를 제공 개시.
- 2008년
  - 3월 29일 - Suica와 도카이 여객철도(JR 도카이)의 IC카드 교통카드인 TOICA와의 상호 이용 개시.
- 2009년
  - 2월 13일 - JR동일본 소유의 시나노발전소에서 악의적인 부정취수를 받아 국토교통성 호쿠리쿠지방정비국이 시나노발전소의 수리권을 취소 행정처분을 발표.
  - 3월 14일 - Suica와 홋카이도 여객철도(JR 홋카이도)의 IC카드 교통카드 Kitaca와의 상호 이용 개시.
- 2010년
  - 3월 13일 - Suica와 큐슈여객철도(JR 큐슈)의 IC카드 교통카드 SUGOCA, 서일본철도의 IC카드 교통카드 nimoca, 후쿠오카시 교통국(후쿠오카지하철)의 IC카드 교통카드 하야카켄과의 상호 이용 개시. PASMO이외의 비JR의 IC카드 승차권과의 상호이용 개시.
- 2011년
  - 3월 11일 - 동일본 대지진으로 인해 도호쿠 지방방면의 노선을 중심으로 막대한 피해를 입었다. 이로 인해 도호쿠 신칸센 등의 운전정지 또는 계획정전으로 인해 수도권의 단거리 노선의 운행제한, 승객감소 등의 영향으로 과거 최대의 감소폭을 기록했다.
  - 4월 29일 - 도호쿠 신칸센 전 구간이 운행 재개. (9월 22일까지 임시 시각표로 운전)
- 2012년
  - 4월 2일 - 도쿄 급행 전철로부터 도큐 차량 제조의 철도차량 사업을 인수받아 종합 차량 제작소 출범시킴.
- 2015년
  - 3월 14일 - 호쿠리쿠 신칸센의 나가노역~가나자와역 구간 개업. 다만, 다카사키역~조에쓰묘코역까지만 JR동일본이 관리함.

## 노선

### 신칸센
- 도호쿠 신칸센
  - 야마가타 신칸센
  - 아키타 신칸센
- 조에쓰 신칸센
- 호쿠리쿠 신칸센 (다카사키 ~ 조에쓰묘코 구간)

### 특급열차
- 나리타 익스프레스
- 오도리코
- 사자나미
- 와카시오
- 시오사이
- 아즈사
- 가이지
- 히타치
- 토키와
- 쿠사츠
- 이나호
- 츠가루

### 기존선
- 가라스야마선
- 가마이시선
- 가시마선
- 게센누마선
- 가와고에선
- 게이요선
- 게이힌 도호쿠선
- 기타카미선
- 고노선
- 고우미선
- 구루리선
- 나리타선
- 난부선
- 네기시선
- 닛코선
- 다다미선
- 다자와코선(아키타 신칸센)
- 다카사키선
- 도가네선
- 도카이도 본선(도카이도선)
- 도호쿠 본선(우쓰노미야선)
- 료모선
- 리쿠우사이선
- 리쿠우토선
- 무사시노선
- 미토선
- 반에쓰사이선
- 반에쓰토선
- 사가미선
- 사이쿄선
- 센세키선
- 센잔선
- 소부 본선
  - 소부 쾌속선
  - 주오·소부 완행선
- 소토보선
- 쇼난 신주쿠 라인
- 스이군선
- 시노노이선
- 신에쓰 본선
- 쓰가루선(쓰가루 해협선)
- 쓰루미선
- 아가쓰마선
- 아테라자와선
- 야마노테선
- 야마다선
- 야히코선
- 에치고선
- 오가선
- 오우 본선(일부 구간은 야마가타 신칸센·야마가타선·아키타 신칸센)
- 오메선
- 오미나토선
- 오이토선
- 오후나토선
- 요네사카선
- 요코스카선
- 요코하마선
- 우에노토쿄라인
- 우에쓰 본선
- 우치보선
- 이야마선
- 이쓰카이치선
- 이시노마키선
- 이토선
- 조반선
  - 조반 쾌속선
  - 조반 완행선
- 조에쓰선
  - 갈라 유자와선
- 주오 본선
  - 주오 쾌속선
  - 주오·소부 완행선
- 하나와선
- 하치노헤선
- 하쿠신선
- 하치코선

## 차량

### 신칸센
- 신칸센 200계(조에쓰 신칸센 노선 운용) 퇴역
- 신칸센 400계(도호쿠·야마가타 신칸센 노선 운용) 퇴역
- 신칸센 E1계(조에쓰 신칸센 노선 운용) 퇴역
- 신칸센 E2계(도호쿠·호쿠리쿠 신칸센 노선 운용)
- 신칸센 E3계(도호쿠·아키타 신칸센 노선 운용)
- 신칸센 E4계(도호쿠·조에쓰 신칸센 노선 운용) 퇴역
- 신칸센 E5계(도호쿠 신칸센 노선 운용)
- 신칸센 E6계(도호쿠·아키타 신칸센 노선 운용)
- 신칸센 E7계(호쿠리쿠 신칸센 노선 운용)

### 전동차

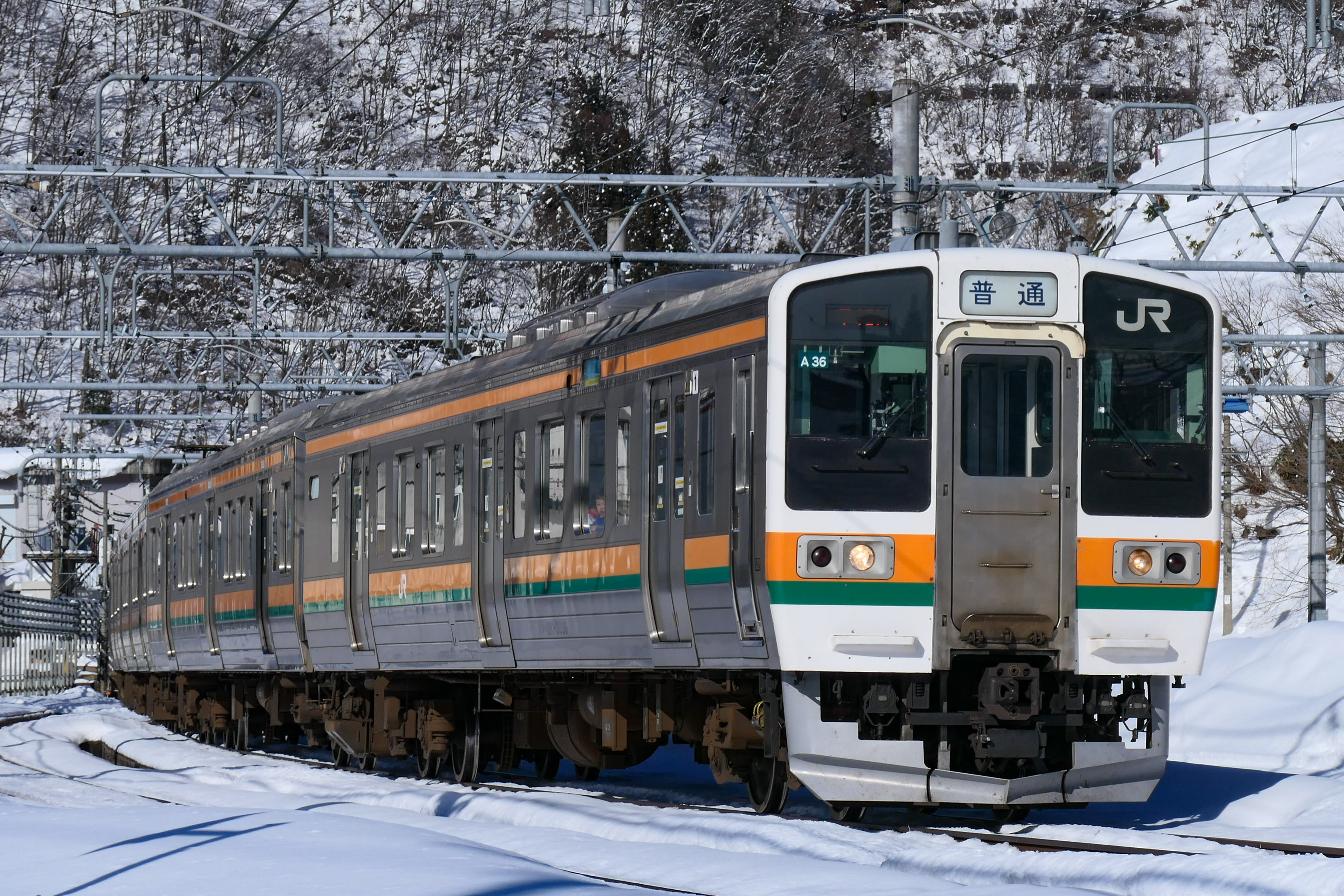
E127계
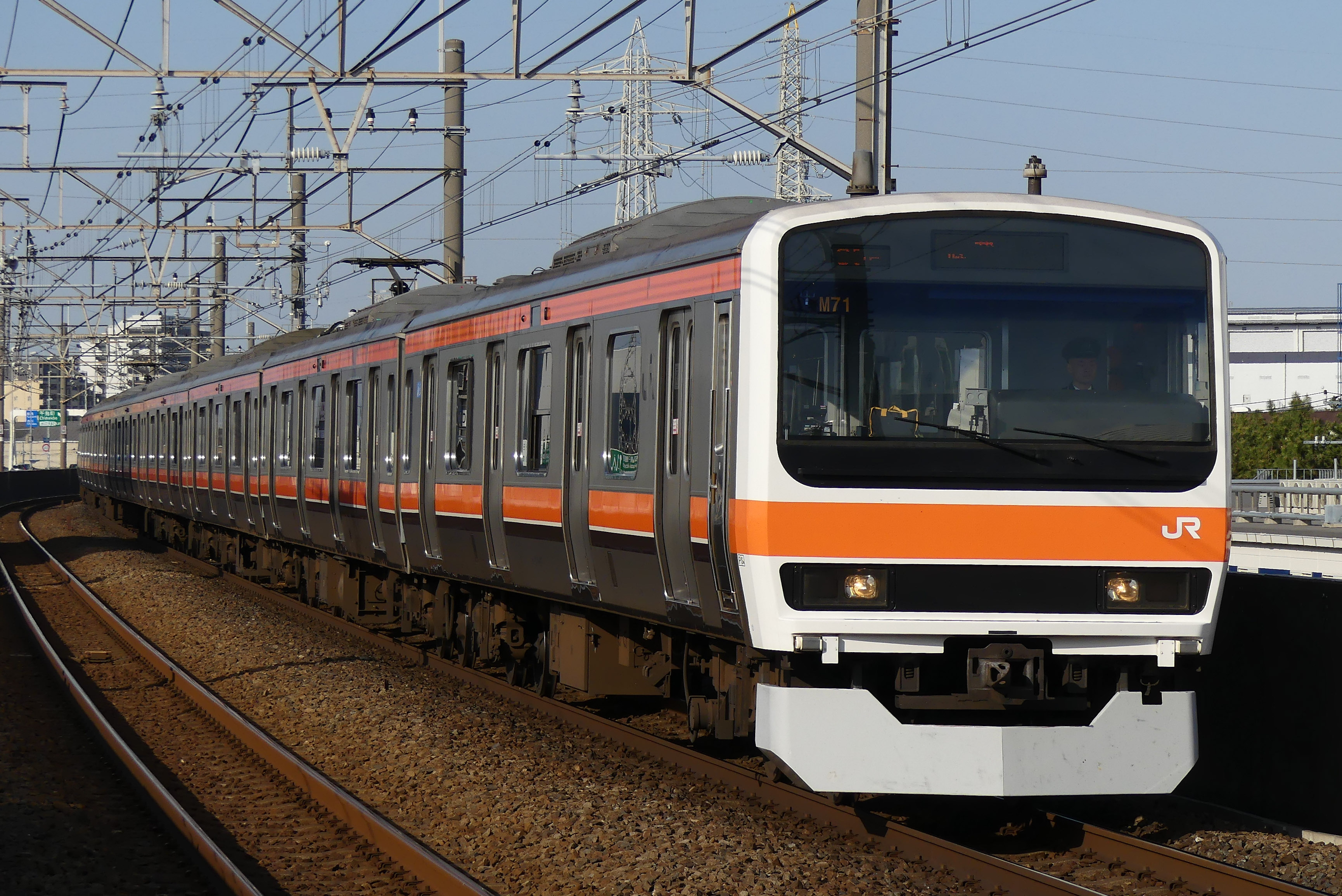
E129계
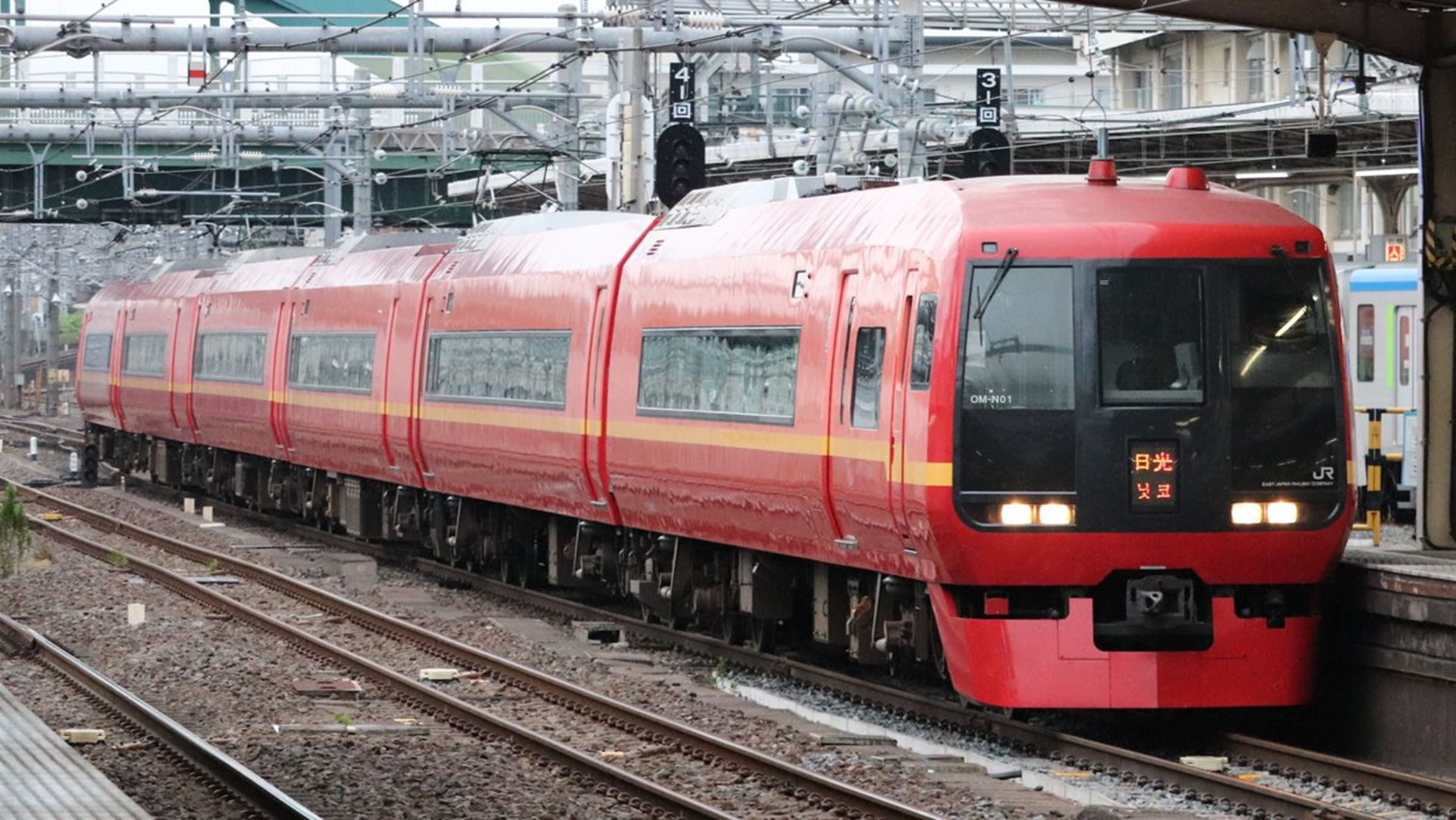
201계
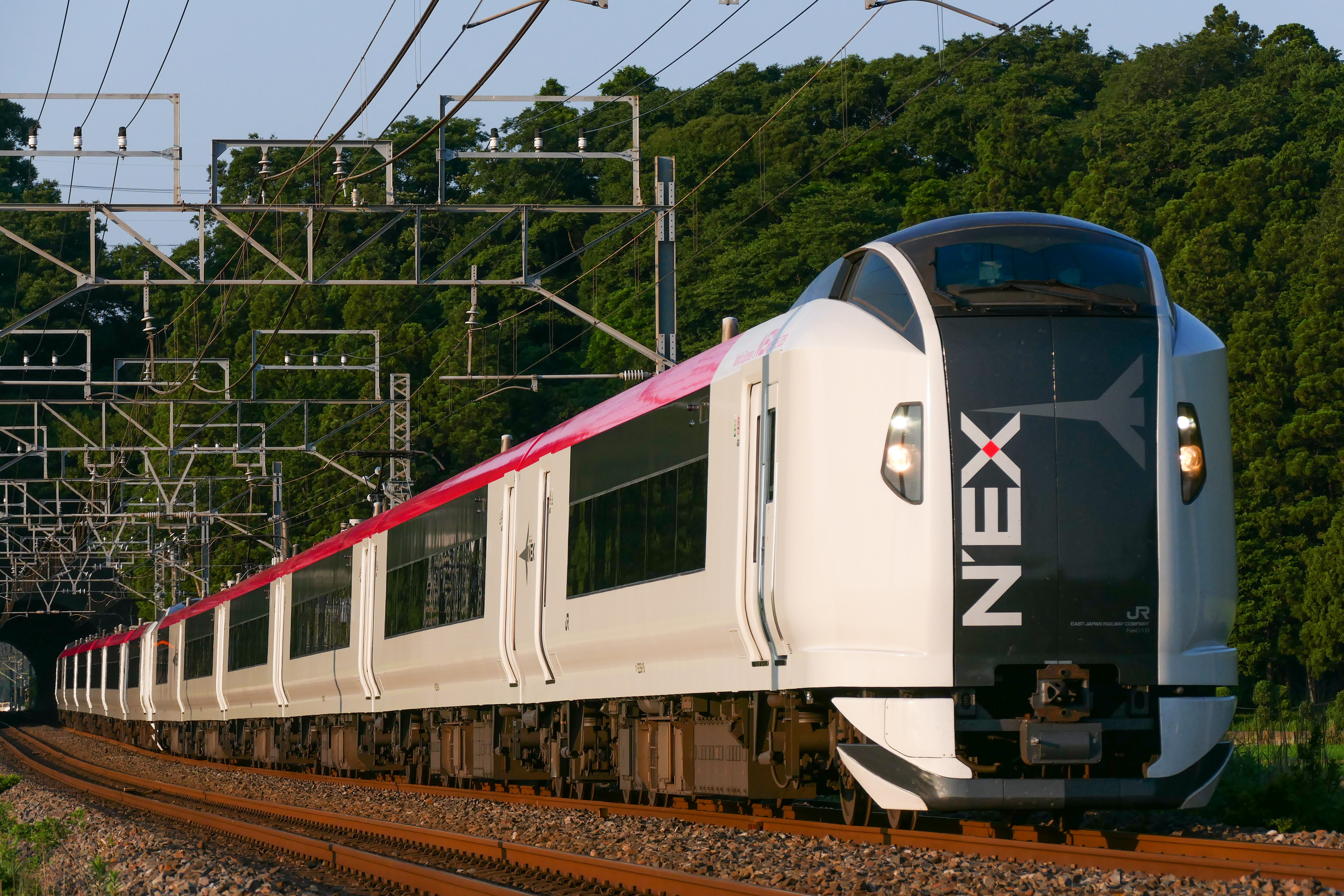
205계
- 209계
- 211계
- 215계
- E217계
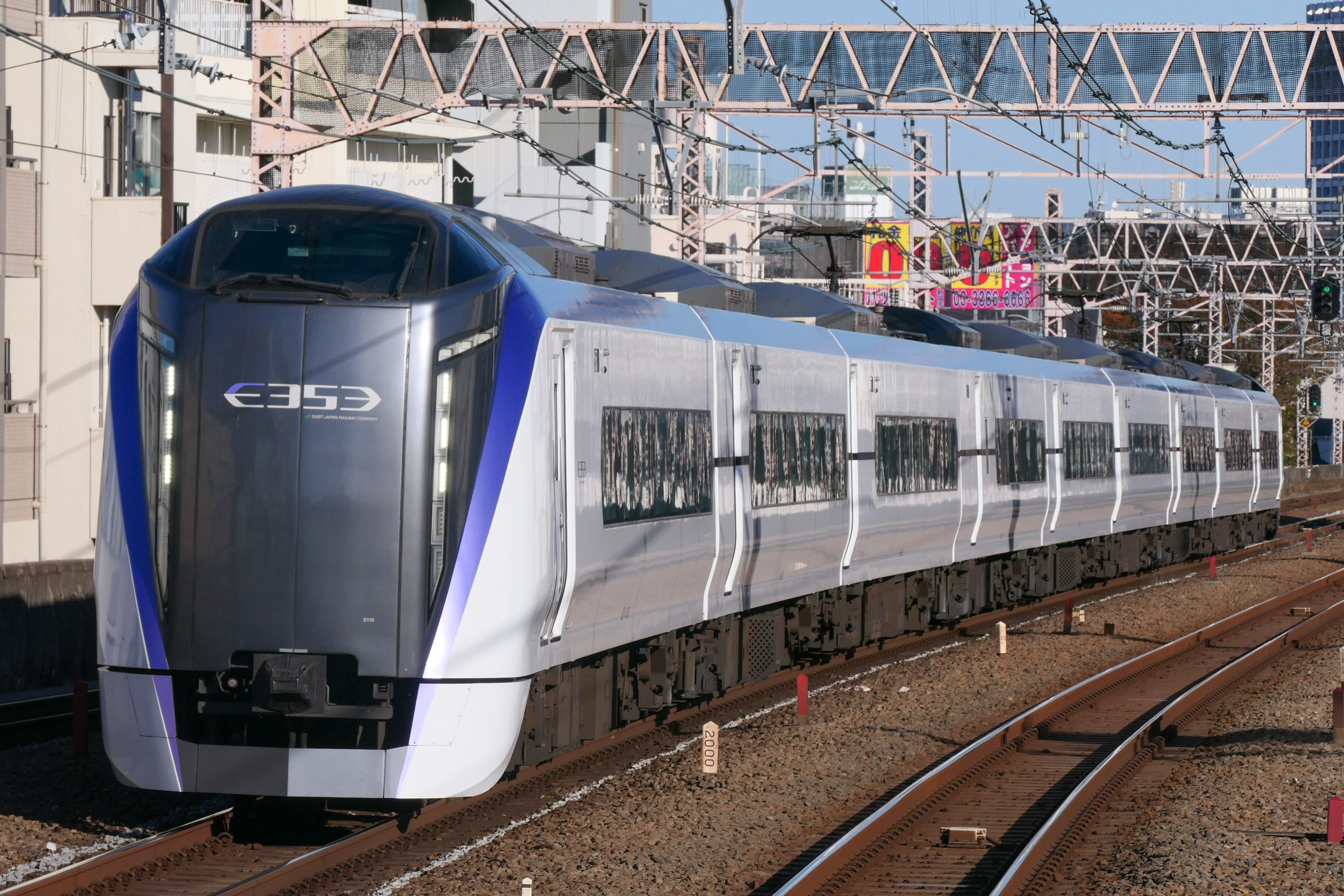
E231계
- E233계
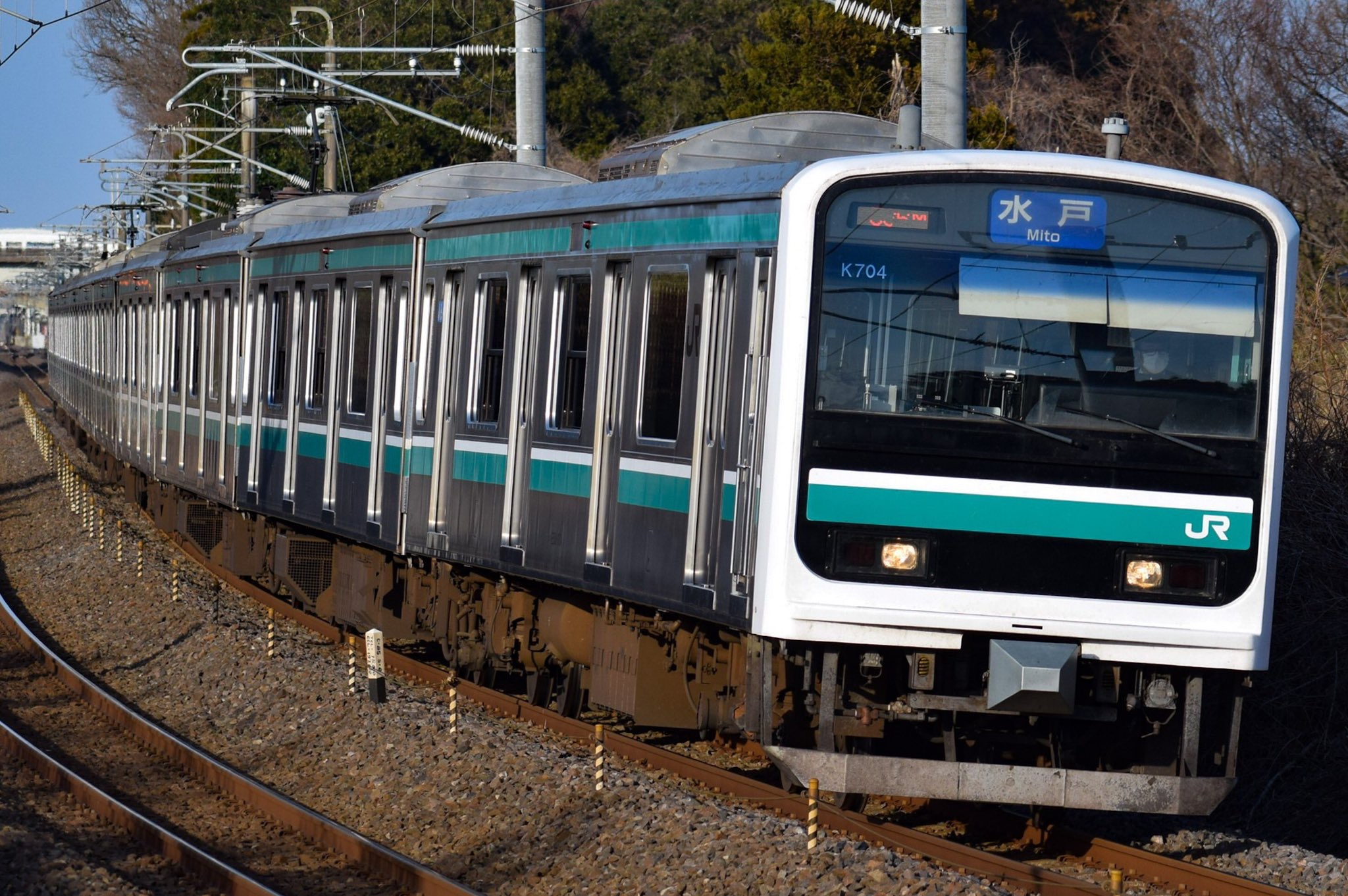
E235계
- 251계
- 253계
- 255계
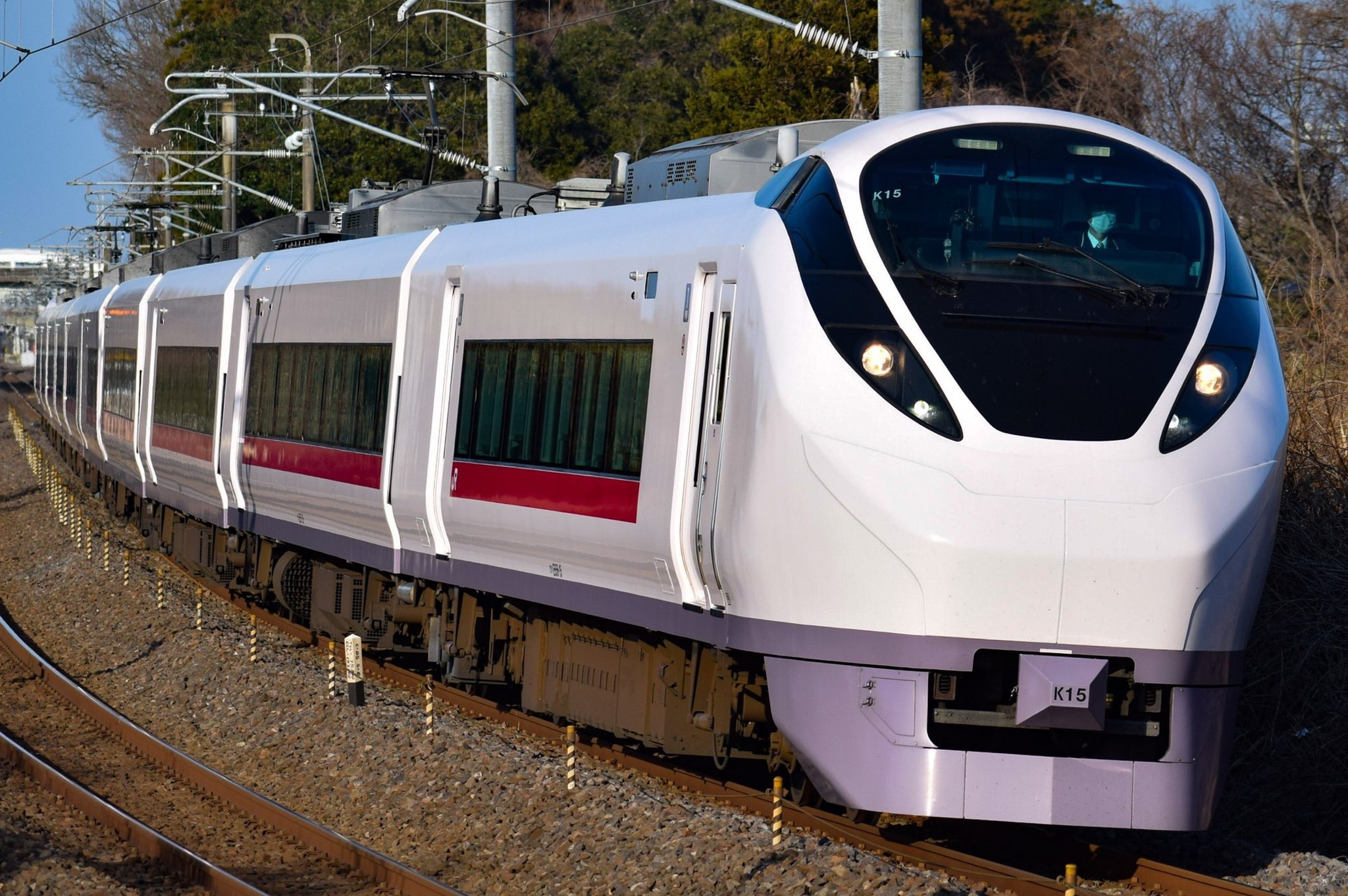
E257계
- E259계
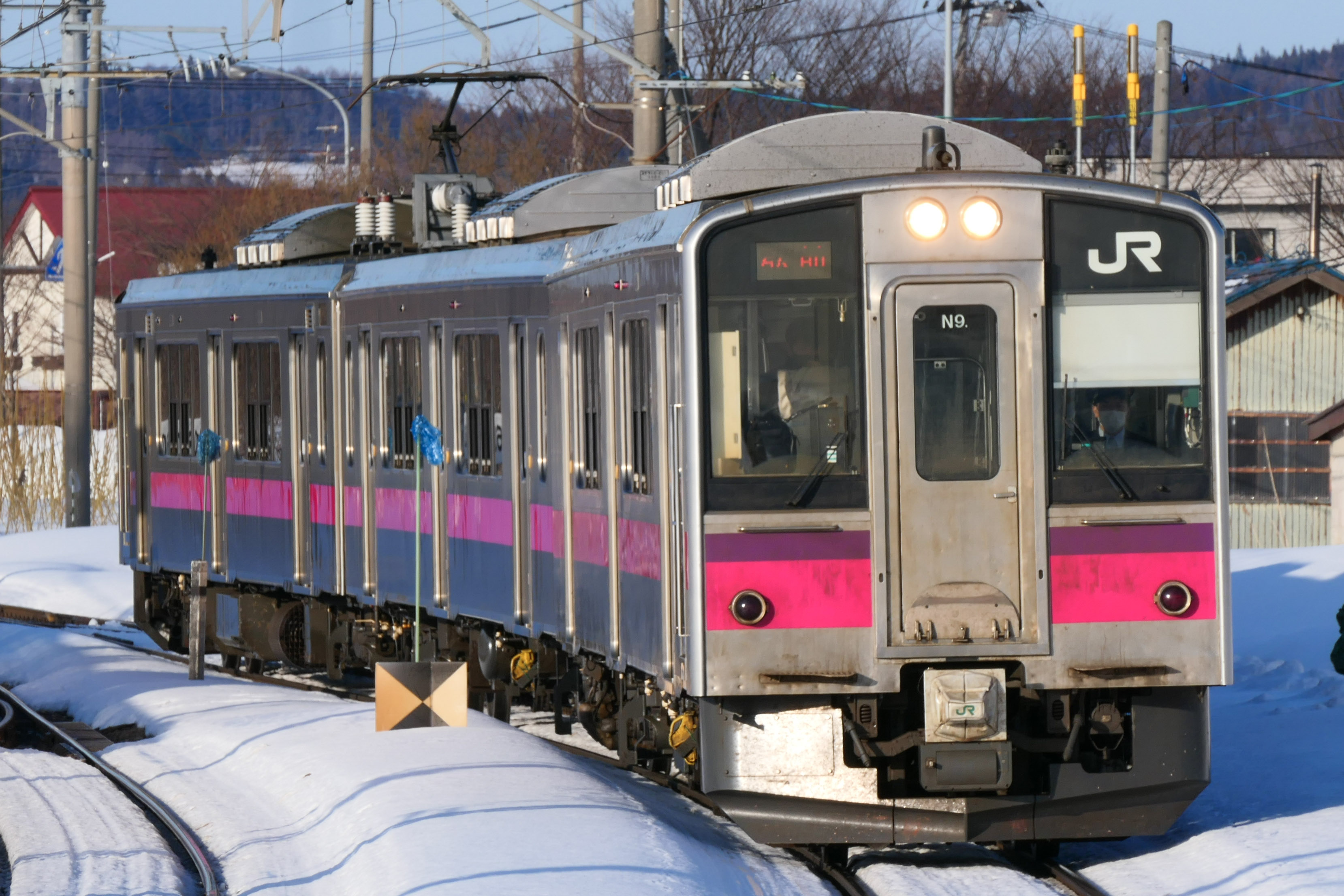
EV-E301계(리튬 이온 전지를 이용한 이중전압 전동차)
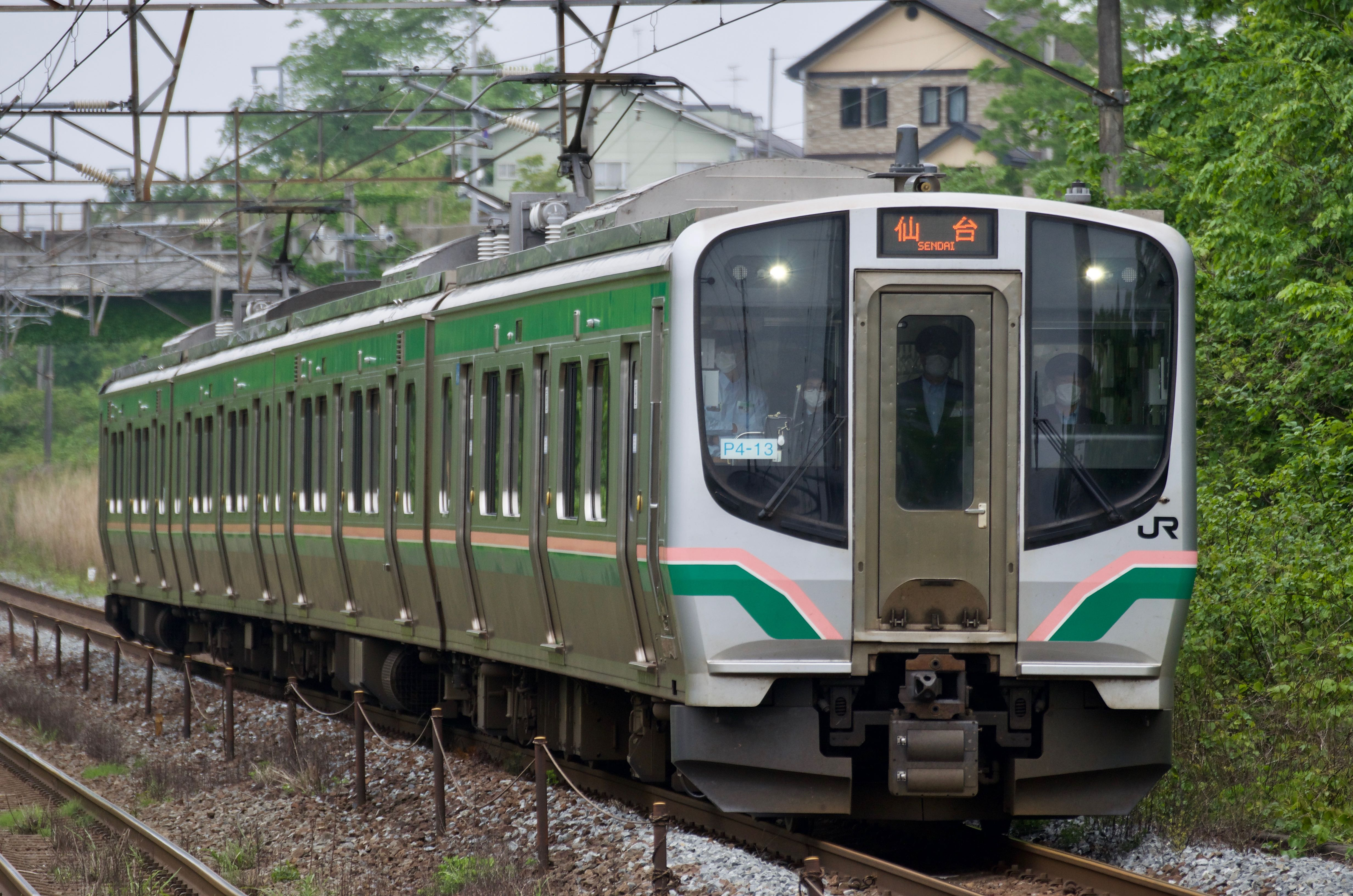
E351계
- E353계
- E501계
- E531계
- 651계
- E653계
- E655계
- E657계
- 701계
- 719계
- E721계
- E751계

- 211계
- 209계
- 253계
- E259계
- E353계
- E501계
- E657계
- 701계
- E721계

### 디젤 동차
- 100계·110계
- 107계
- E130계
- E200계
- HB-E210계
- HB-E300계

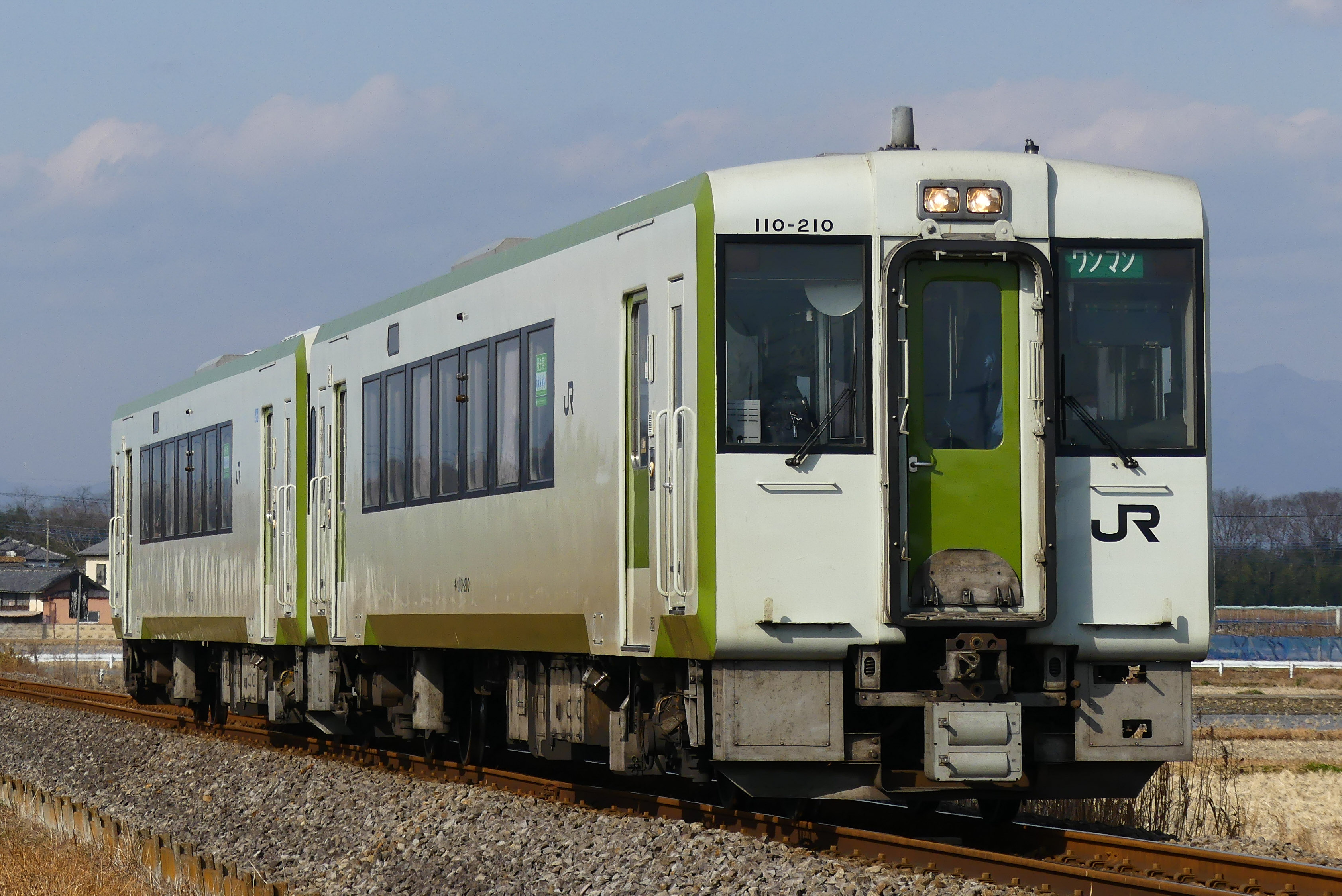
110계
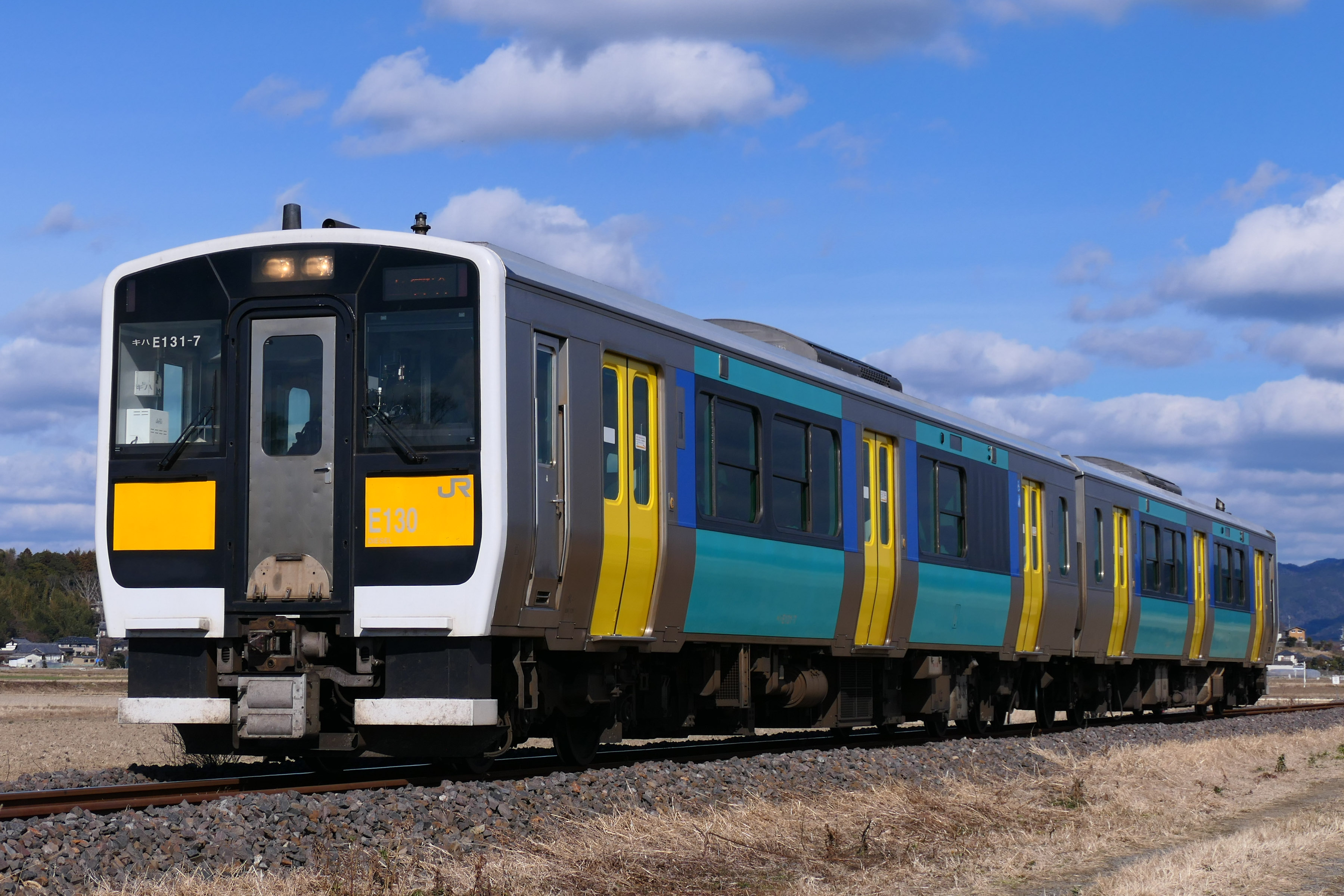
E130계
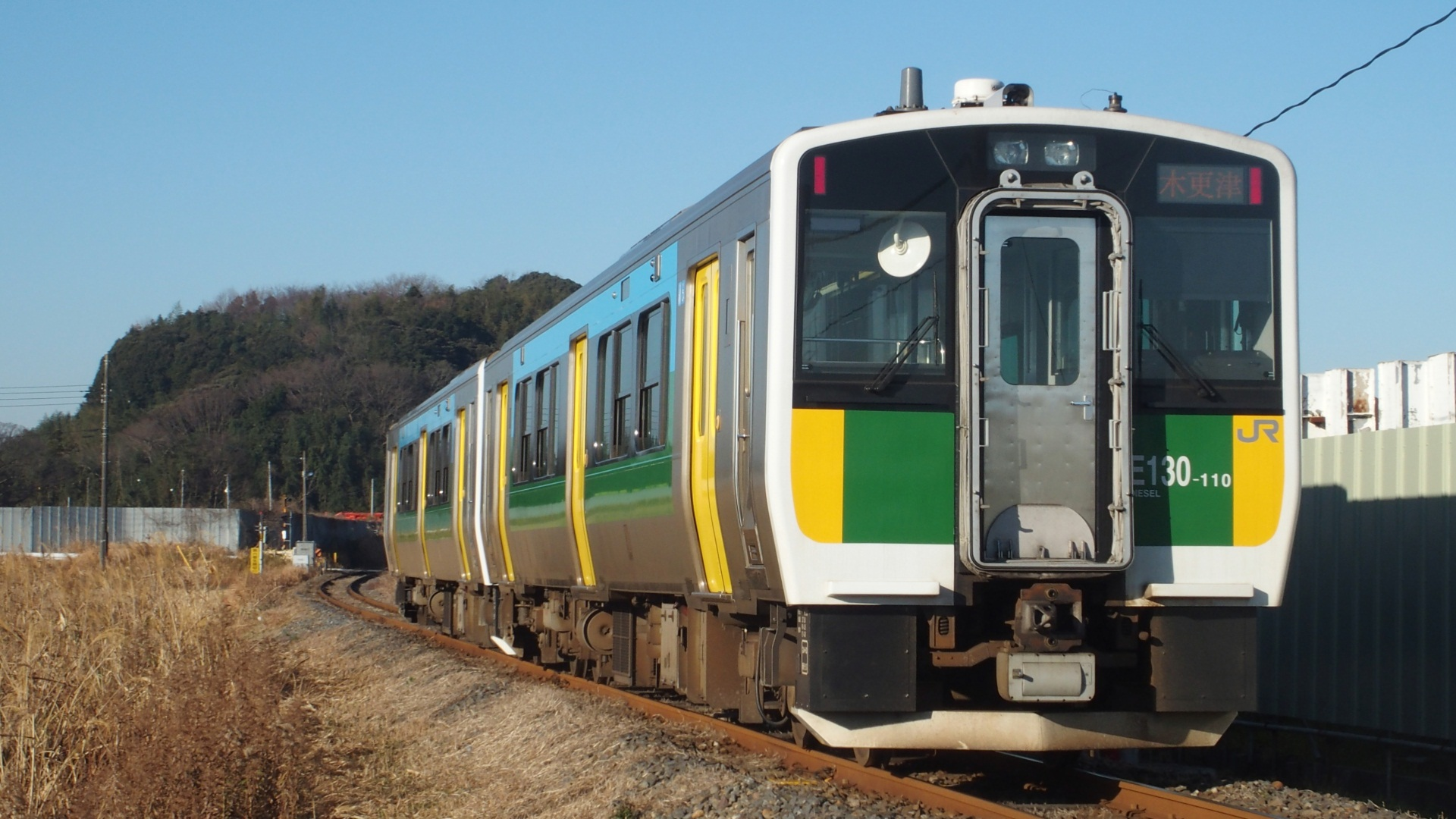
E130계
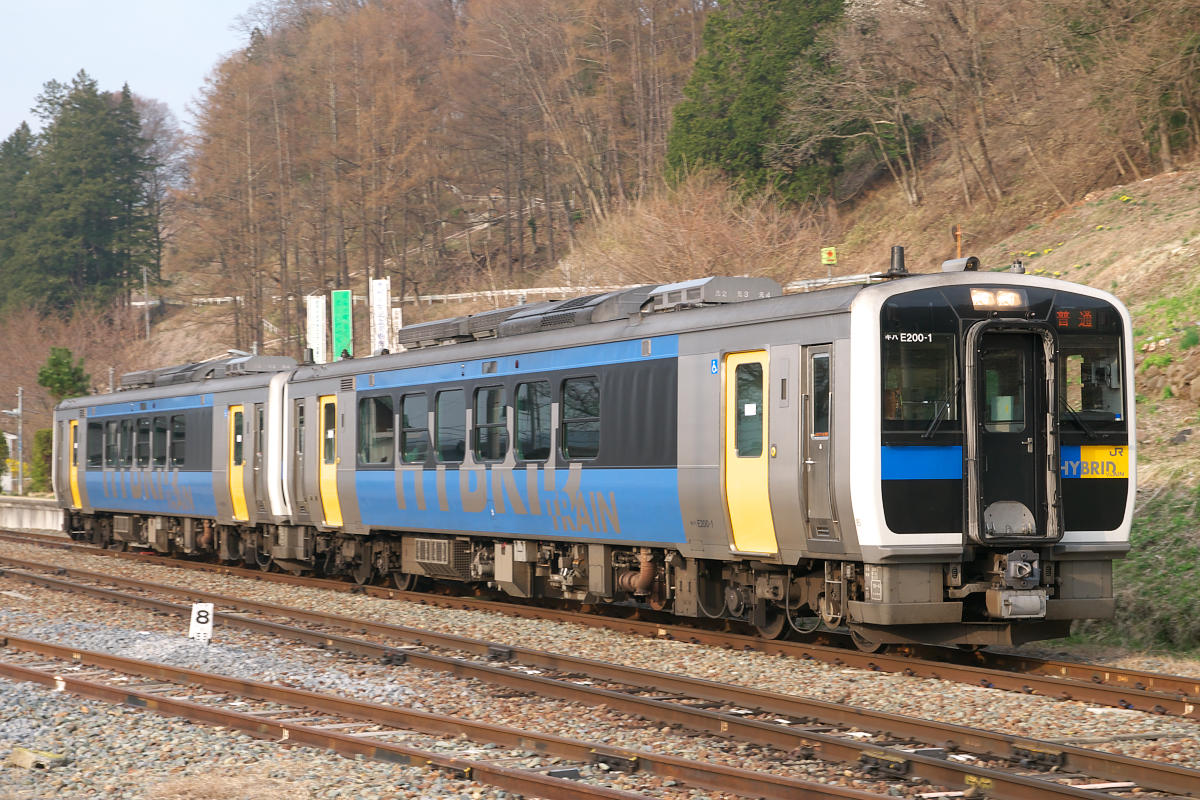
E200계
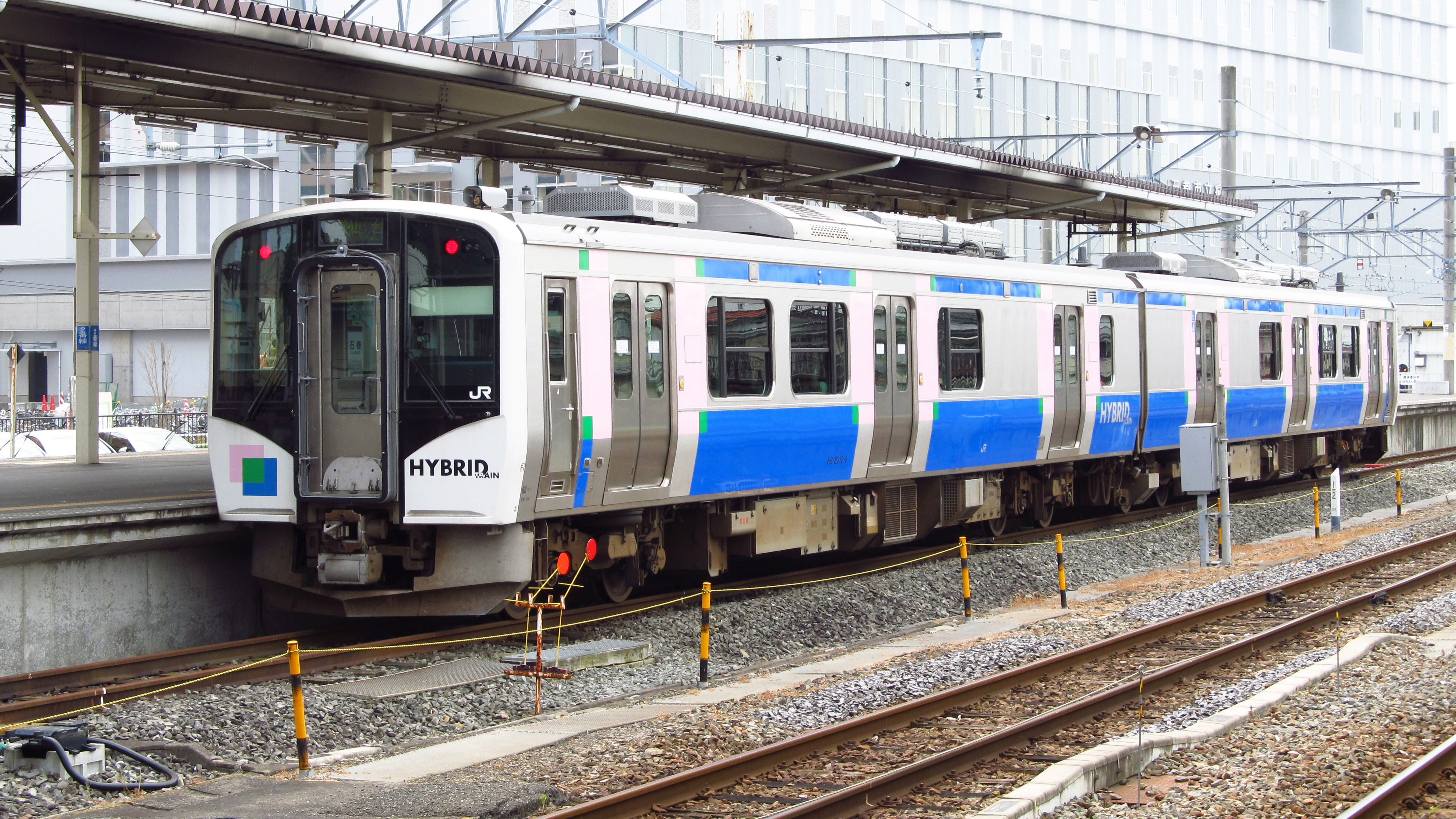
HB-E210계
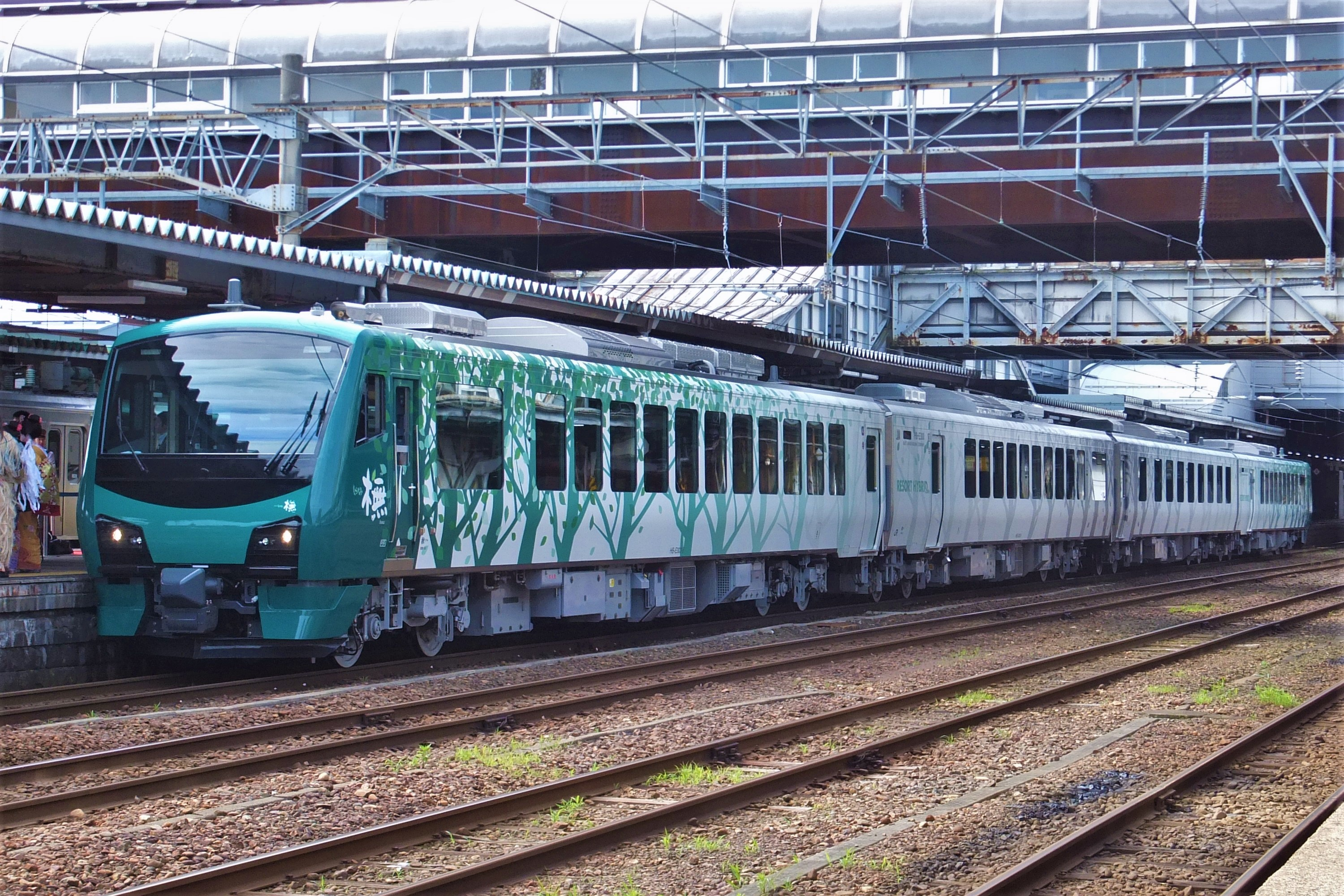
HB-E300계

### 시험·검측 차량
- E193계(전철화되지 않은 구간 노선, 홋카이도 여객철도 노선 검측)
- E491계(전철화 구간 노선 검측)
- 신칸센 E5계 (신칸센 구간 노선 시험)
- E993계(폐지되었음)

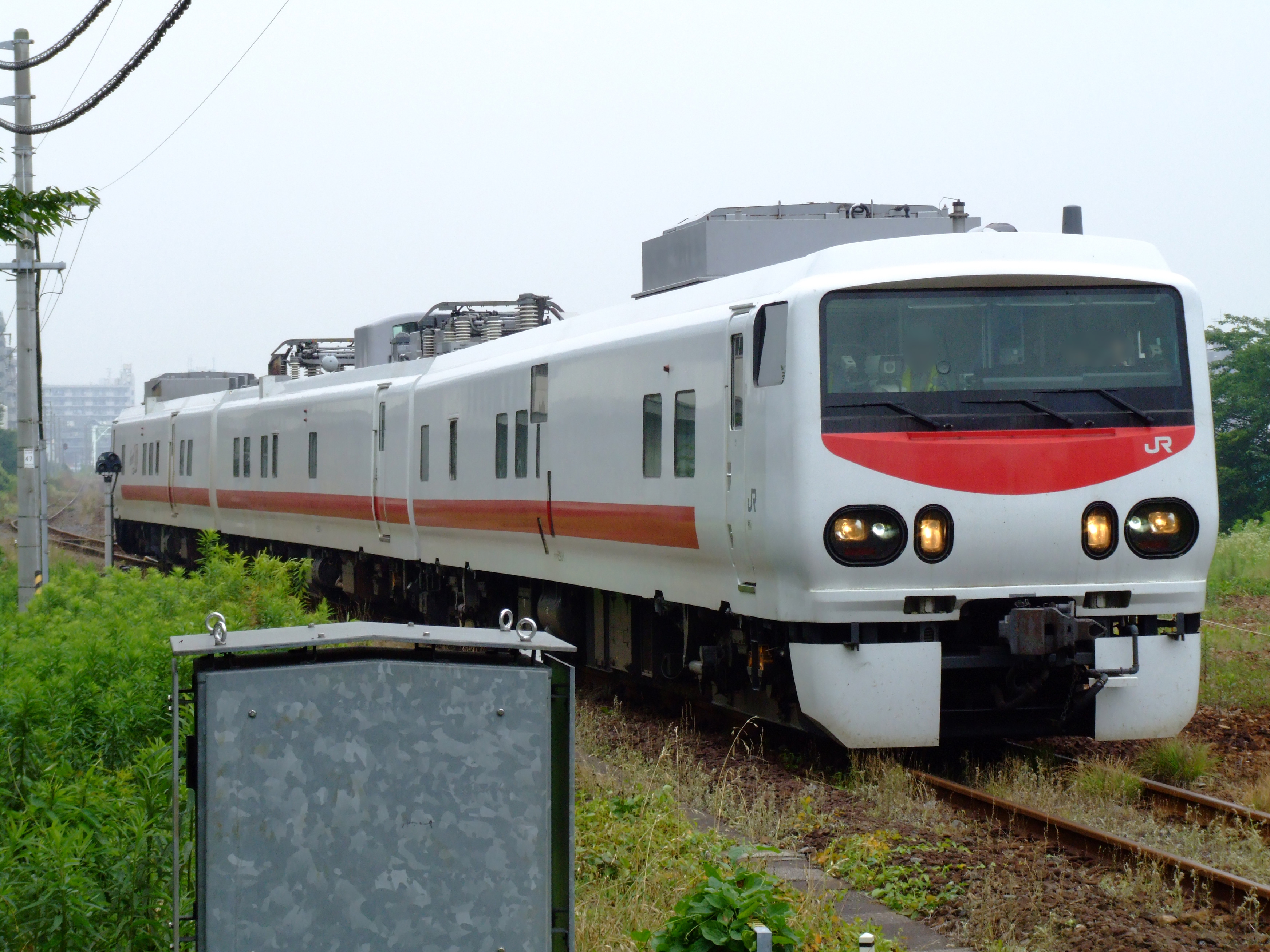
E193계
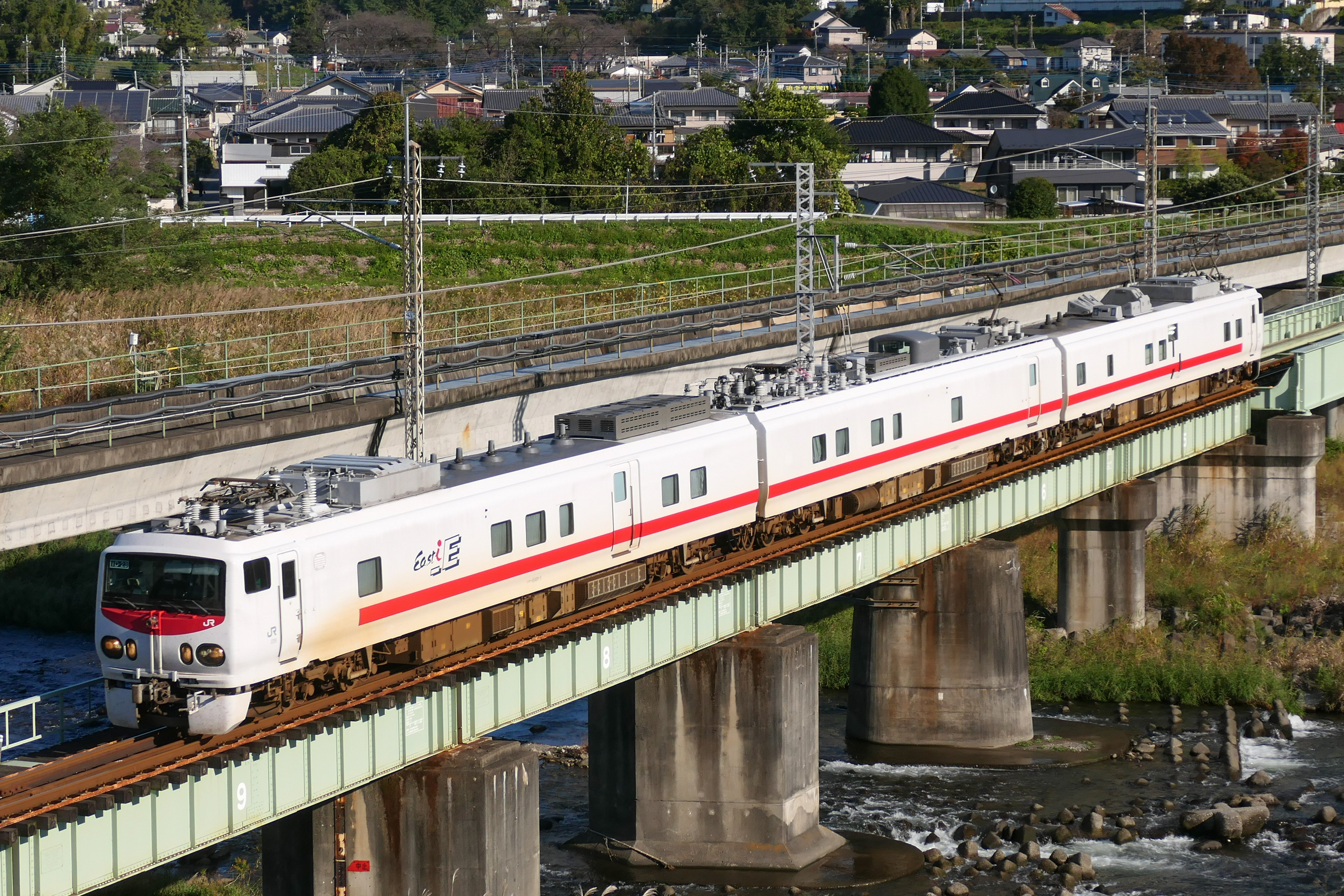
E491계

## 버스
- JR 버스
  - JR 버스 도호쿠
  - JR 버스 간토

### 내용주
1. ↑  사명의 '鉄' 자는 양쪽으로 나눌 경우의 '돈을 잃는다'(金を失う) 라는 의미를 피하기 위해, 로고에서는 '鉃'라는 글자를 대신 사용하고 있다. 하지만, 정식 상호에는 鉄로 되어 있다(이는 시코쿠여객철도 이외의 다른 계열사들도 마찬가지이다).[3]
2. ↑  간토권은 도쿄 지사, 하치오지 지사, 요코하마 지사, 오미야 지사, 지바 지사, 다카사키 지사, 미토 지사의 재래선을 의미한다.[7]
3. ↑  현재는 "주식회사 뷰 카드"라는 자회사가 발행하고 있다.